# Rattenfänger-Literaturpreis
Der Rattenfänger-Literaturpreis ist ein Literaturpreis, der seit 1986 alle zwei Jahre von der Stadt Hameln an für Kinder und Jugendliche bestimmte Märchen-, Kunstmärchen- oder Sagenbücher bzw. phantastische oder im Mittelalter angesiedelte Erzählungen vergeben wird. Der Preis ist mit 5000 Euro dotiert und kann an Autoren, Bearbeiter, Übersetzer und Illustratoren, gegebenenfalls auch geteilt, vergeben werden. Anlässlich des Jubiläums „700 Jahre Rattenfänger von Hameln“ wurde der Preis 1984 von der Stadt Hameln gestiftet und erstmals ausgeschrieben.

## Preisträger
- 1986: Lygia Bojunga Nunes, Das Haus der Tante, Dressler Verlag, Hamburg 1984, ISBN 978-3-473-51845-6; Gerhard Holtz-Baumert und Klaus Ensikat, Daidalos und Ikaros, Beltz-Verlag, Weinheim 1985. ISBN 3-407-80129-7
- 1988: Richard Kennedy, Die phantastische Reise von Annis Augen, den Stoffpuppen und dem Kapitän, Verlag Carl Ueberreuter, Wien 1987. ISBN 978-3-8000-2271-7
- 1990: Rafik Schami, Erzähler der Nacht, Beltz & Gelberg Verlag, Weinheim 1989. ISBN 978-3-407-78987-7
- 1992: Alfred von Meysenbug, Däumling Eichborn Verlag, Frankfurt am Main 1991. ISBN 3-8218-1727-5; Erwin Moser, Der Rabe Alfons, Beltz-Verlag, Weinheim 1991. ISBN 978-3-407-80063-3
- 1994: Lisbeth Zwerger, Wilhelm Hauff, Der Zwerg Nase, Michael Neugebauer Verlag, Zürich 1993,  ISBN 3-85195-332-0; Lisbeth Zwerger, Christian Morgenstern: Kindergedichte und Galgenlieder, Michael Neugebauer Verlag, Zürich 1993. ISBN 3-85195-301-0
- 1996: François Place, Die letzten Riesen, C. Bertelsmann Verlag, München 1995. ISBN 978-3-570-12105-4
- 1998: Roberto Piumini, Motu-Iti, Die Insel der Möwen, Carl Hanser Verlag, Wien 1997. ISBN 978-3-446-18058-1
- 2000: Jutta Richter, Der Hund mit dem gelben Herzen oder die Geschichte vom Gegenteil, Carl Hanser Verlag 1998. ISBN 978-3-423-62041-3
- 2002: Chadîdscha Hassan, Najim A. Mustafa, Urs Gösken: Drei Säcke voll Rosinen, Gabriel Verlag, Stuttgart 2001. ISBN 978-3-522-30001-8
- 2004: Peter Dickinson: Tanzbär, Carlsen Verlag, Hamburg 2003. ISBN 3-551-58075-8
- 2006: Chen Jianghong: Der Tigerprinz, aus dem Französischen von Erika und Karl A. Klewer, Moritz Verlag, Frankfurt am Main, 2005. ISBN 978-3-89565-168-7
- 2008: Zoran Drvenkar und Martin Baltscheit: Zarah. Du hast doch keine Angst, oder?, Bloomsbury Kinder- & Jugendbücher, Berlin 2007. ISBN 978-3-8270-5249-0
- 2010: Felicitas Hoppe: Iwein Löwenritter, Erzählt nach dem Roman von Hartmann von Aue. Mit vier Farbtafeln von Michael Sowa. S. Fischer Verlag, Frankfurt am Main 2008, ISBN 978-3-596-85259-8.
- 2012: Nikolaus Heidelbach: Wenn ich groß bin, werde ich Seehund, Beltz & Gelberg Verlag, Weinheim 2011. ISBN 978-3-407-79443-7
- 2014: Jürg Schubiger und Aljoscha Blau: Das Kind im Mond, Peter Hammer Verlag, Wuppertal 2013. ISBN 978-3-7795-0434-4
- 2016: Matthias Morgenroth und Regina Kehn: Freunde der Nacht, Deutscher Taschenbuch Verlag, München 2015. ISBN 978-3-423-76116-1.
- 2018: Wieland Freund: Krakonos, Beltz & Gelberg Verlag, Weinheim 2017. ISBN 978-3-407-82322-9
- 2020: John Hare: Ausflug zum Mond, Moritz Verlag, Frankfurt am Main 2019. ISBN 978-3-89565-381-0[2]
- 2022: Tobias Goldfarb: Niemandsstadt, Thienemann-Esslinger Verlag, Stuttgart 2020. ISBN 978-3-522-20267-1.[3]
- 2024: Frida Nilsson: Sem und Mo im Land der Lindwürmer, Gerstenberg Verlag, Hildesheim 2022. ISBN 978-3-8369-6149-3.[4]